# Ciclone Favio
O ciclone tropical intenso Favio (designação do JTWC:14S; também conhecido simplesmente como ciclone Favio) foi um intenso ciclone tropical que atingiu Moçambique em meados de Fevereiro durante a temporada de ciclones no Oceano Índico sudoeste de 2006-07. Favio formou-se de uma perturbação tropical próximo a Diego Garcia em 11 de Fevereiro e seguiu para sudoeste, passando ao sul de Madagascar antes de seguir para oés-noroeste no canal de Moçambique, onde alcançou o pico de intensidade com ventos máximos sustentados de 220 km/h, segundo o JTWC, ou 195 km/h, segundo o CMRE de Reunião, antes de atingir a província moçambicana de Inhambane em 22 de Fevereiro.
O ciclone Favio piorou a situação em Moçambique, que já vinha sofrendo com inundações anteriores. Pelo menos 4 fatalidades foram registradas e pelo menos outras 70 pessoas ficaram feridas.

## História meteorológica

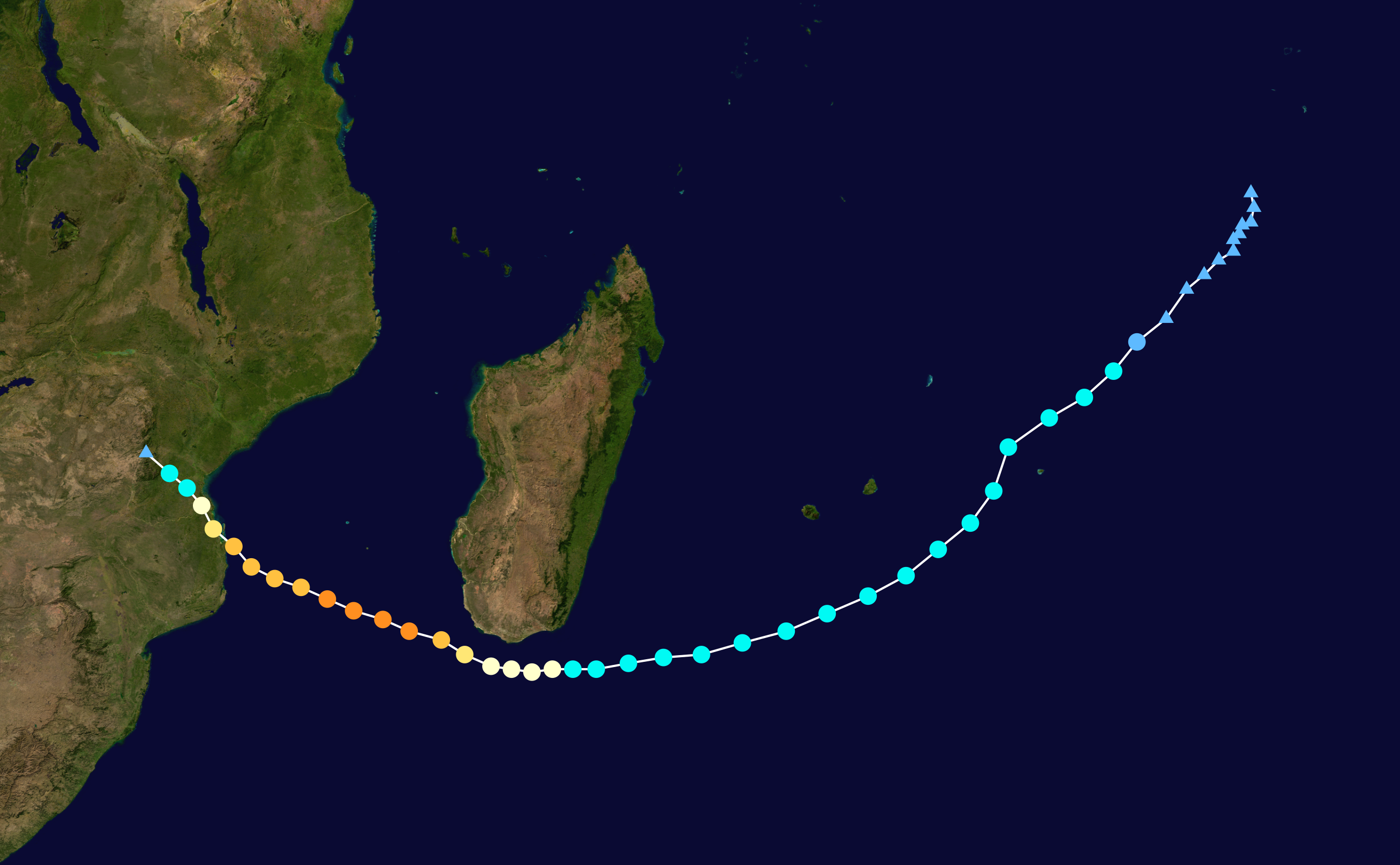
O caminho de Favio

A área de convecção que viria dar origem ao ciclone Favio foi observada pela primeira vez em 8 de Fevereiro a cerca de 65 km a sul-sudoeste de Diego Garcia, Território Britânico do Oceano Índico, na região central do Oceano Índico. O Joint Typhoon Warning Center' (JTWC) começou a monitorar o sistema como uma perturbação tropical em 11 de Fevereiro. O Centro Meteorológico Regional Especializado (CMRE) de Reunião começou a monitorar o sistema como uma zona de perturbações meteorológicas no começo da madrugada (UTC) de 12 de Fevereiro. Durante aquele dia, o sistema continuava a se intensificar gradualmente. Imagens de satélite revelaram um centro ciclônico de baixos níveis em consolidação. Análises de altos níveis revelaram que o fluxo externo associado ao sistema era bom e radial e que a perturbação encontrava-se numa região com baixo cisalhamento do vento, algo favorável para oi ciclogênese tropical. Pouco antes, o CMRE de Reunião tinha classificado o sistema para uma perturbação tropical, atribuindo-lhe a designação 09R. Com o sistema continuando a se intensificar, o JTWC emitiu um alerta de formação de ciclone tropical (AFCT) sobre o sistema durante a noite (UTC) de 13 de Fevereiro. Segundo o JTWC, naquele momento o sistema poderia se intensificar para um ciclone tropical significativo em menos de 24 horas. Com a contínua intensificação do sistema, o JTWC emitiu seu primeiro aviso regular sobre o ciclone tropical 14S. Naquele momento, o centro do sistema localizava-se a cerca de 590 km a nordeste da pequena ilha de Rodrigues.
Mais tarde, o CMRE de Reunião classificou o sistema para uma depressão tropical. Durante a manhã (UTC) de 15 de Fevereiro, o Centro de Aviso de Ciclone Tropical Sub-regional de Maurício classificou a depressão para uma tempestade tropical moderada, atribuindo-lhe o nome Favio, que foi submetido à lista de nomes de ciclones pelo Seychelles. Movendo-se para oeste-sudoeste, Favio continuou a se organizar lentamente, mesmo sob condições favoráveis à intensificação. Naquele momento, os ventos mais fortes associados ao sistema localizavam-se a sudeste do centro ciclônico, devido ao gradiente de pressão entre o ciclone e a alta subtropical ao seu sudeste. Continuando a seguir para oeste-sudoeste, pela periferia da alta subtropical, Favio intensificou-se muito lentamente, com várias flutuações quanto à intensidade e às áreas de convecção. Em determinados momentos, o centro ciclônico de baixos níveis ficou exposto das áreas de convecção e a circulação ciclônica ficou assimétrica, com os ventos mais fortes encontrados a sudeste da circulação. Somente em 18 de Fevereiro Favio tornou-se uma tempestade tropical severa, com a melhora da simetria da circulação ciclônica. Naquele momento, Favio seguia para oeste ainda sob a influência da alta subtropical ao seu sudeste, além da influência de outra alta subtropical sobre a África do Sul, e estava localizado ao sul de Madagascar Um olho começou a se formar no centro das áreas de convecção do sistema durante a noite (UTC) de 18 de Fevereiro. Favio tornou-se um ciclone tropical (intensidade equivalente a de um furacão) durante a manhã (UTC) de 19 de Fevereiro a poucos quilômetros do extremo sul de Madagascar. A alta subtropical que estava a sudeste de Favio fundiu-se com outra sobre a África do Sul e Favio começou a mover-se para oeste-noroeste. Assim que Favio começou a adentrar o Canal de Moçambique, começou a se fortalecer mais rapidamente devido às excelentes condições atmosféricas e durante a manhã (UTC) de 20 de Fevereiro, o CMRE de Reunião classificou Favio para um ciclone tropical intenso. Durante o começo da madrugada de 21 de Fevereiro, Favio alcançou seu pico de intensidade, com ventos máximos sustentados em 1 minuto de 230 km/h, segundo o JTWC, ou 185 km/h em 10 minutos, segundo o CMRE de Reunião.

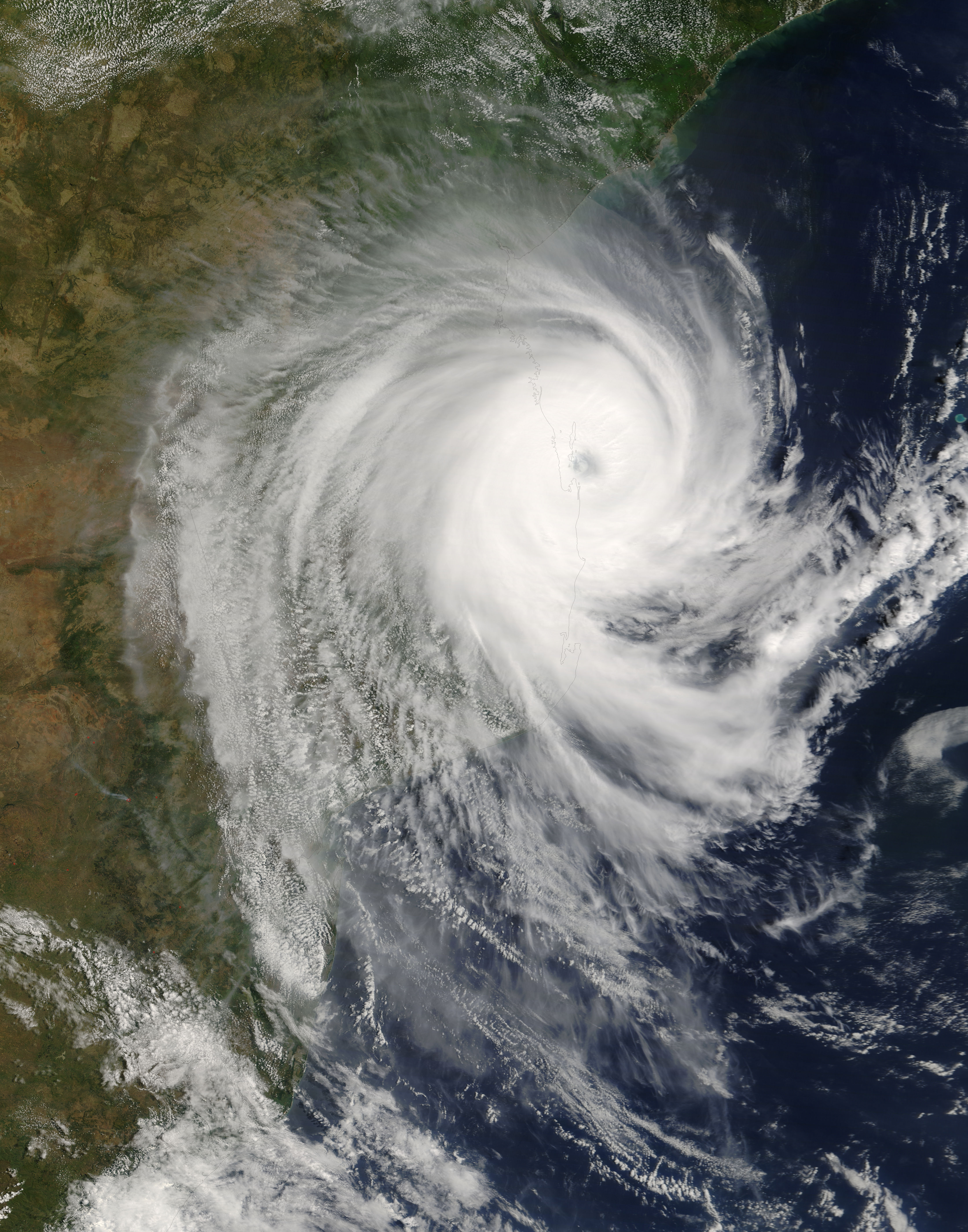
O ciclone Favio pouco antes de atingir a costa de Moçambique

A partir de então, Favio começou a se enfraquecer lentamente, sendo que o topo das áreas de convecção ficou mais quente e seu olho desapareceu das imagens de satélite, embora reaparece-se horas depois. No começo da madrugada de 22 de Fevereiro, Favio começou a afetar a costa de Moçambique e seu olho fez landfall por volta do meio-dia do mesmo dia, cruzando primeiramente o Arquipélago de Bazaruto antes de passar sobre a pequena vila de Inhassoro, logo a norte de Vilanculos, na província moçambicana de Inhambane. Assim que Favio atingiu a costa de Moçambique, começou a se enfraquecer e seis horas após o olho de favio ter cruzado a costa, o CMRE de Reunião desclassificou o sistema para uma tempestade tropical severa e para uma depressão sobre terra no começo da madrugada de 23 de Fevereiro. Seis horas depois, o CMRE emitiu seu último aviso sobre Favio, assim que o sistema se tornou altamente desorganizado. Ao mesmo tempo, o JTWC também fez o mesmo. Favio dissipou-se completamente sobre o leste de Zimbábue horas depois.
Em análises pós-tempestade, o CMRE de Reunião elevou os ventos máximos sustentados de Favio para 195 km/h, enquanto que o JTWC diminuiu de 230 para 220 km/h.

## Preparativos e impactos

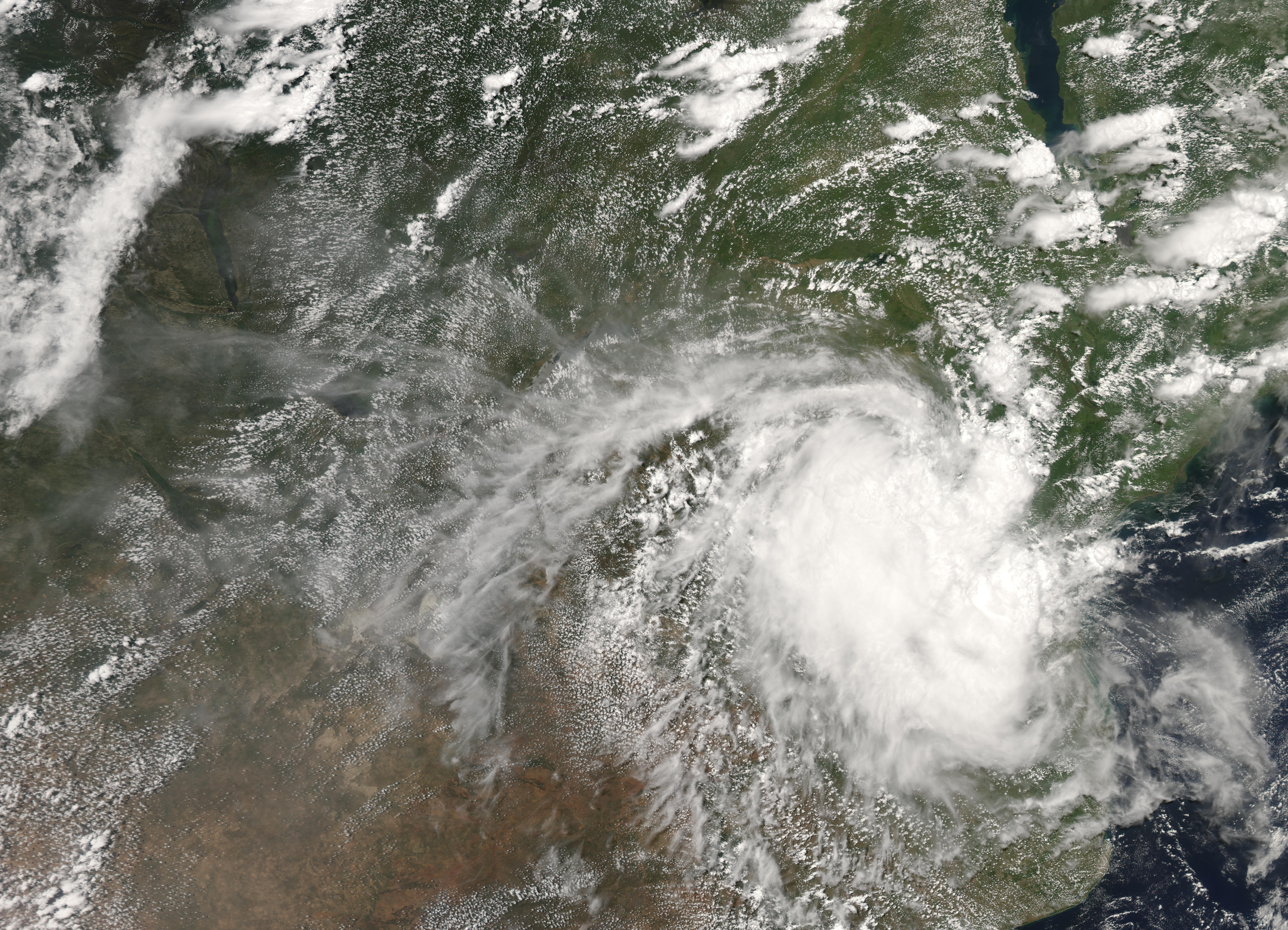
O ciclone Favio sobre Moçambique em 23 de Fevereiro de 2007

Em 15 de Fevereiro, Favio passou a apenas 150 km ao norte de Rodrigues, uma pequena ilha no Oceano Índico pertencente a Maurício. Estações meteorológicas lá registraram ventos máximos sustentados de 60 km/h, com rajadas de 95 km/h. Apesar do vento forte, não há registro de danos na pequena ilha. Em Reunião, um alerta amarelo (vigilância ciclônica) foi emitido, mas logo cancelado assim que Favio passou ao sul da ilha em 16 de Fevereiro.
O ciclone Favio atingiu a costa da província de Inhambane, em Moçambique, em 22 de Fevereiro, com ventos de até 170 km/h. Os ventos e as chuvas torrenciais associadas ao ciclone afetaram uma região já castigada pelas cheias do rio Zambeze. Pelo menos 93.000 pessoas em Vilanculos e nas vizinhanças foram afetadas. Vilanculos também ficou sem o fornecimento de eletricidade. 4 fatalidades foram confirmadas, enquanto que pelo menos outras 70 ficaram feridas. Os esforços de ajuda foram prejudicados pela obstrução de rodovias por enchentes e por árvores caídas. Milhares de residências foram afetadas, algumas sendo completamente destruídas. 120 pacientes tiveram que deixar um hospital, que foi destelhado, e 600 prisioneiros escaparam quando a prisão foi demolida pelos ventos fortes. O Arquipélago de Bazaruto ficou acessível somente por helicópteros, além de que toda a área ficou sem o fornecimento de eletricidade. Na Beira, o bairro de Ponta Gea foi severamente afetada pela tempestade; muitas árvores caíram, enquanto que centenas de residências foram destelhadas.Milhares de residências foram afetadas, algumas sendo completamente destruídas. 120 pacientes tiveram que deixar um hospital, que foi destelhado, e 600 prisioneiros escaparam quando a prisão foi demolida pelos ventos fortes. O Arquipélago de Bazaruto ficou acessível somente por helicópteros, além de que toda a área ficou sem o fornecimento de eletricidade. Na Beira, a região de Pontagea foi severamente afetada pela tempestade; muitas árvores caíram, enquanto que centenas de residências foram destelhadas.
Devido à falta de eletricidade em algumas áreas, nestas também faltou água potável devido à interrupção do seu fornecimento. O governo de Zimbábue emitiu um alerta de enchentes assim que o sistema remanescente de Favio alcançou o leste do país. Após a tempestade, o governo da África do Sul ofereceu helicópteros para ajudar na entrega de alimentos e suprimentos de emergência.